# Nummulitoides
Nummulitoides es un género de foraminífero bentónico normalmente considerado un subgénero de Operculina, es decir, Operculina (Nummulitoides), pero aceptado como sinónimo posterior de Ranikothalia de la familia Nummulitidae, de la superfamilia Nummulitoidea, del suborden Rotaliina y del orden Rotaliida. Su especie tipo era Operculina (Nummulitoides) tessieri. Su rango cronoestratigráfico abarcaba el Thanetiense (Paleoceno superior).

## Clasificación
Nummulitoides incluía a la siguiente especie:
- Nummulitoides azilensis †, también considerado como Operculina (Nummulitoides) azilensis †
- Nummulitoides margaretae †, también considerado como Operculina (Nummulitoides) margaretae †
- Nummulitoides nuttalli †, también considerado como Operculina (Nummulitoides) nuttalli †
- Nummulitoides sindensis †, también considerado como Operculina (Nummulitoides) sindensis †
- Nummulitoides striatoreticulatus †, también considerado como Operculina (Nummulitoides) striatoreticulatus †
- Nummulitoides tessieri †, también considerado como Operculina (Nummulitoides) tessieri †